# Questar Corporation
Questar Corporation ist ein Unternehmen mit Sitz in New Hope, Pennsylvania, das seit 1954 Maksutov-Cassegrain-Teleskope herstellt.

## Firmengeschichte
Die Questar Corporation wurde 1950 von Lawrence Braymer (1901–1965) gegründet mit dem Ziel, optische Geräte für den Astronomie-Amateurbereich, wissenschaftliche Kreise und die Industrie zu entwickeln und auf den Markt zu bringen. 1954 brachte Braymer sein erstes Amateurteleskop, das Questar-3-½-Zoll (90 mm) Maksutov-Spiegelteleskop auf den Markt, welches heute noch (Stand: 2012) angeboten wird. Die US-amerikanische Luft- und Raumfahrtbehörde NASA setzte das Questar-3-½-Zoll-Teleskop sowohl im Gemini-Programm für Erdfotos als auch im Apollo-Programm bei der Erkundung des Mondes ein. Einer der bekanntesten Kunden war Wernher von Braun, er erwarb 1959 eines dieser Teleskope. Nach dem Tod des Gründers Braymer wurde die Firma von seiner Frau und später von Dr. Douglas M. Knight weitergeführt. 2001 wurde sie von Donald J. Bandurick, CEO der National Engineering and Manufacturing Co. weitergeführt.

## Questar Produkte

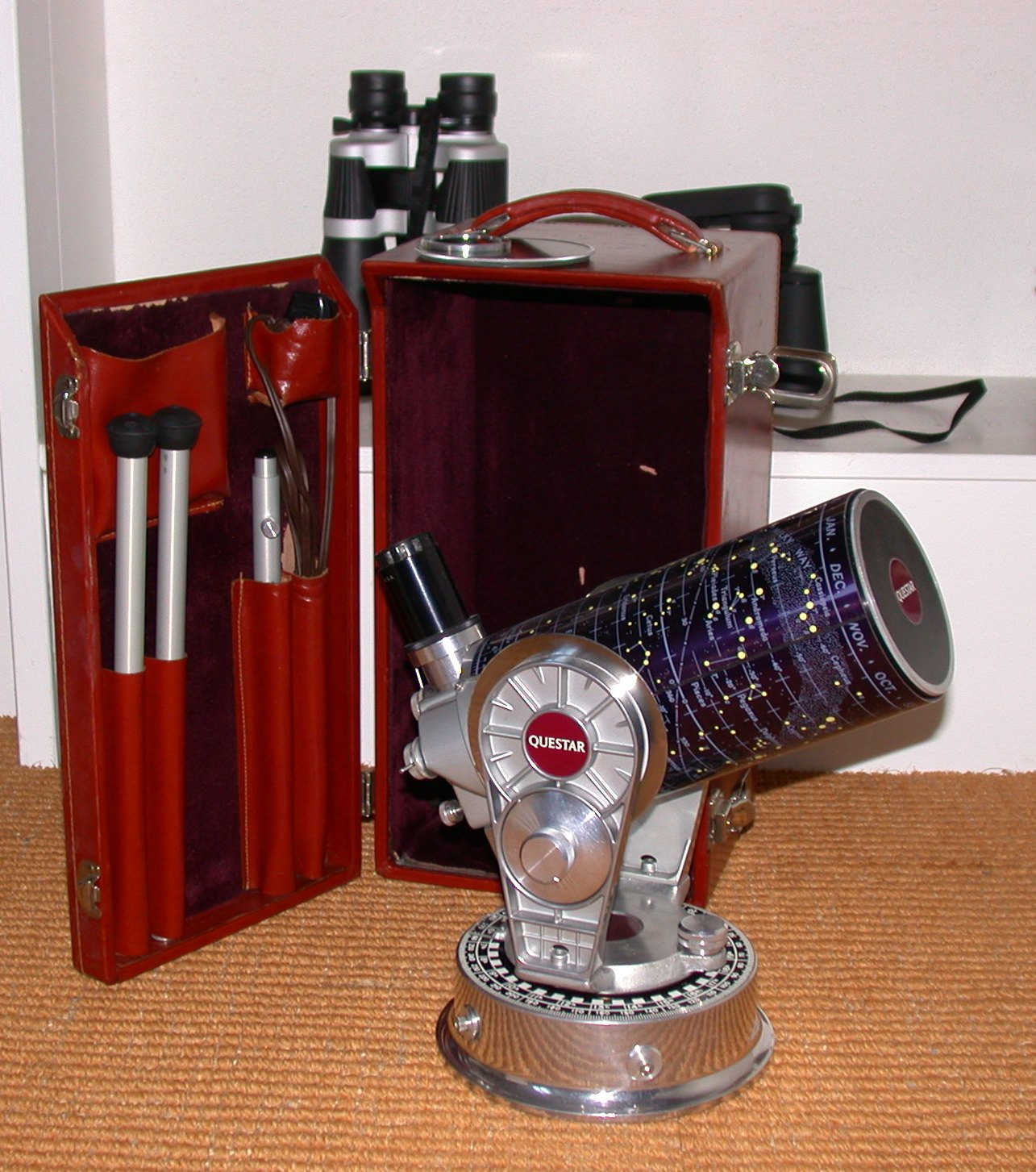
Questar 3,5″

Hauptsächlich wurde das Questar-3,5″-Teleskop für den privaten Markt für Amateurastronomie und Tierbeobachtung produziert. 
Zusätzliche Produkte sind:
- 7-Zoll-Maksutov-Teleskope
- Überwachungsgeräte
- Mikroskop-Aufsätze für Maksutov-Cassegrain-Teleskope für Nahaufnahmen in der Forschung und im industriellen Bereich zur Fabrikations- und Qualitätskontrolle
- der QMax, ein tragbares Sonnenspektrometer zum Anschluss an die Maksutov-Cassegrains
- Eine limitierte Produktion von 12" (300 mm) Teleskopen. Einige dieser auf speziellen Montierungen aufgesetzte Geräte werden von der NASA zur Beobachtung von (Raketen-)Starts verwendet.

Questar stellt die optischen Elemente ihrer Teleskope nicht selbst her. Früher Lieferant war die Firma Cave Optical Company, Long Beach, California. Hauptsächlicher Hersteller ist heute die J.R. Cumberland, Inc. Precision Optics, Marlow Heights, Maryland.